# Гіперзвукова швидкість

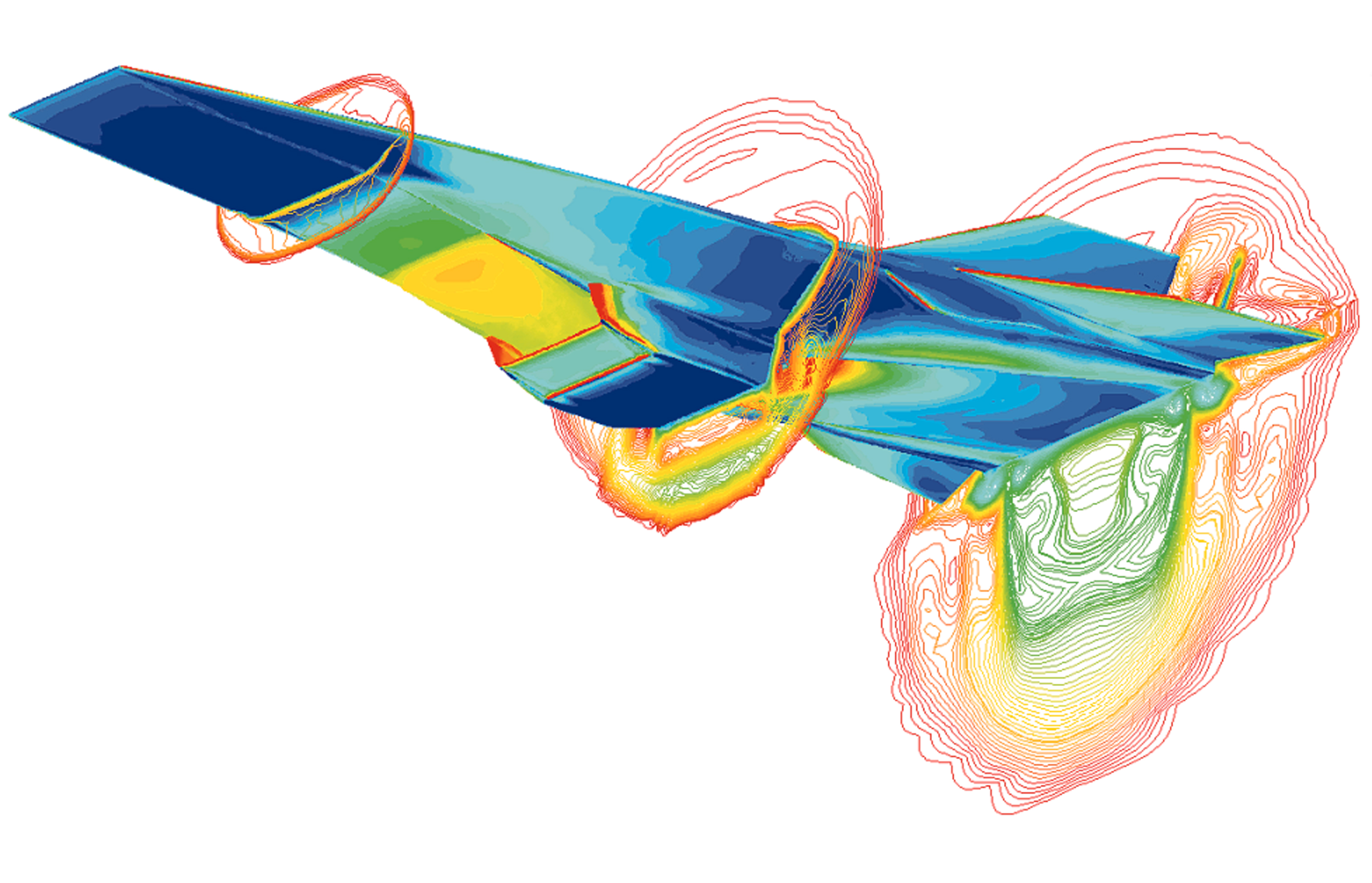
Зображення моделювання повітряного потоку навколо «X-43» (Боїнг/НАСА) при 7 М.

Моделювання гіперзвукової швидкості (5 М)

Гіперзвукова швидкість (ГШ) у аеродинаміці — швидкість, яка значно перевищує швидкість звуку в атмосфері.
Починаючи з 1970-х, поняття звичайно застосовують до надзвукових швидкостей вище 5 чисел Маха (М).

## Загальні відомості
Політ на гіперзвуковій швидкості є частиною надзвукового режиму польоту та здійснюється в надзвуковому потоці газу. Надзвуковий потік повітря корінним чином відрізняється від дозвукового та динаміка польоту літака на швидкостях вище швидкості звуку (вище 1,2 М) кардинально відрізняється від дозвукового польоту (до 0,75 М, діапазон швидкостей від 0,75 до 1,2 М зветься трансзвуковою швидкістю).
Визначення нижньої межі гіперзвукової швидкості звичайно пов'язано з початком процесів іонізації та дисоціації молекул у пограничному шарі (ПШ) навколо апарата, який рухається у атмосфері, що починає відбуватися приблизно при 5 М. Також ця швидкість відзначається тим, що прямоточний повітряно-реактивний двигун («ППРД») з дозвуковим згорянням палива, стає некорисним через надзвичайно високе тертя, яке виникає при гальмуванні повітря, яке проходить крізь двигун цього типу. Таким чином, у гіперзвуковому діапазоні швидкостей для продовження польоту можливе використання тільки ракетного двигуна або гіперзвукового ППРиД (ГППРД) з надзвуковим згорянням палива.

## Характеристики потоку
У той час як визначення гіперзвукового потоку (ГП) достатньо суперечливе за умов відсутності чіткої межі між надзвуковим та гіперзвуковим потоками, ГП може характеризуватися певними фізичними явищами, які вже не можуть бути проігноровані при розгляді, а саме:
- тонкий шар ударної хвилі;
- утворення в'язких ударних шарів;
- поява хвиль нестійкості у ПШ, не властивих до- та надзвуковим потокам[1];
- високотемпературний потік[2].

### Тонкий шар ударної хвилі
Зі збільшенням швидкості та відповідних чисел Маха, щільність позаду ударної хвилі (УХ) також збільшується, що відповідає зменшенню об'єму позаду від УХ завдяки збереженню маси. Тому, шар ударної хвилі, тобто об'єм між апаратом та УХ стає тонким за високих чисел Маха, утворюючи тонкий пограничний шар (ПШ) навколо апарата.

### Утворення в'язких ударних шарів
Частина великої кінетичної енергії, включеної у повітряному потоці, при М > 3 (в'язка течія) перетворюється у внутрішню енергію за рахунок в'язкої взаємодії. Збільшення внутрішньої енергії реалізується у зростанні температури. Оскільки ґрадієнт тиску, спрямований за нормаллю до потоку в межах пограничного шару, приблизно дорівнює нулю, істотне збільшення температури при великих числах Маха призводить до зменшення щільності. Таким чином, ПШ на поверхні апарата збільшується та при більших числах Маха зливається з тонким шаром ударної хвилі поблизу носової частини, утворюючи в'язкий ударний шар.

### Поява хвиль нестійкості у ПШ, не властивих до- та надзвуковим потокам
У важливій проблемі переходу ламінарної течії у турбулентну для випадку обтікання літального апарата ключову роль відіграють хвилі нестійкості, які утворюються у ПШ. Зростання та наступна нелінійна взаємодія таких хвиль перетворює первинний ламінарний потік у турбулентну течію. На до- та надзвукових швидкостях ключову роль у ламінарно-турбулентному переході відіграють хвилі Толміна-Шлихтінга, які мають вихрову природу. Починаючи з М = 4,5 у ПШ з'являються та починають домінувати хвилі акустичного типу (II мода або меківська мода), завдяки яким відбувається перехід у турбулентність при класичному сценарії переходу (існують також by-pass механізм переходу).

### Високотемпературний потік
Високошвидкісний потік в лобовій точці апарата (точці або області гальмування) викликають нагрівання газу до дуже високих температур (до декількох тисяч градусів). Високі температури, у свою чергу, створюють неврівноважні хімічні властивості потоку, які проявляються у дисоціації та рекомбінації молекул газу, іонізації атомів, у хімічних реакціях у потоці та з поверхнею апарата. В цих умовах можуть бути суттєві процеси конвекції та радіаційного теплообміну.

## Параметри подоби
Параметри газових потоків прийнято описувати набором критеріїв подоби, які дозволяють звести практично нескінченне число фізичних станів у групи подоби та які дозволяють порівнювати газові потоки з різними фізичними параметрами (тиск, температура, швидкість та ін.) між собою. Саме на цьому принципі основане проведення експериментів у аеродинамічних трубах та перенесення результатів цих експериментів на реальні літальні апарати, попри те, що у трубних експериментах розмір моделей, швидкості потоку, теплові навантаження та інше можуть сильно відрізнятися від режимів реального польоту, у той же час, параметри подоби (числа Маха, Рейнольдса, Стантона та ін.) відповідають польотним.
Для транс- та надзвукового або стискаємого потоку, у більшості випадків таких параметрів як число Маха (відношення швидкості потоку до місцевої швидкості звуку) та Рейнольдса достатньо для повного опису потоків. Для гіперзвукового потоку цих параметрів часто буває недостатньо. По-перше, описуючі форму ударної хвилі рівняння стають практично незалежними на швидкостях від 10 М. По-друге, збільшена температура гіперзвукового потоку означає, що ефекти, які відносяться до неідеальних газів стають помітними.
Врахування ефектів у реальному газі означає більшу кількість змінних, які потрібні для повного опису стану газу. Якщо стаціонарний газ повністю описується трьома величинами: тиском, температурою, теплоємністю (показник адіабати), а газ що рухається описується чотирма змінними, яка включає ще швидкість, то гарячий газ у хімічній рівновазі також вимагає рівнянь стану для складових його хімічних компонентів, а газ з процесами дисоціації й іонізації повинен ще включати у себе час як одну зі змінних свого стану. В цілому це означає, що у будь-який обраний час для нерівноважного потоку вимагається від 10 до 100 змінних для опису стану газу. На додаток, розріджений гіперзвуковий потік (ГП), що зазвичай описується у термінах чисел Кнудсена, не підкорюється рівнянням Нав'є-Стокса та вимагає їхньої модифікації. ГП звичайно категоризується (або класифікується) з використанням спільної енергії, вираженої з використанням спільної ентальпії (мДж/кг), повного тиску (кПа) і температури гальмування потоку (К) або швидкості (км/с).
Для інженерних застосувань У. Д. Гейес розвинув параметр подоби, близький до правила площин Віткомба, який дозволяє інженерам застосовувати результати однієї серії випробувань або розрахунків, виконаних для однієї моделі, до розробки цілого сімейства подібних конфігурацій моделей, при цьому не проводячи додаткових випробувань або подібних розрахунків.